# Marta Fiedina
Marta Vadymivna Fiedina (Kharkiv, 1 de fevereiro de 2002) é uma nadadora sincronizada ucraniana, medalhista olímpica na natação artística.

## Carreira
Fiedina conquistou a medalha de bronze nos Jogos Olímpicos de Verão de 2020 em Tóquio na prova de dueto com a marca de 189.4620 pontos ao lado de Anastasiya Savchuk. Além disso, juntas, também conseguiram o bronze na disputa por equipes com Maryna Aleksiiva, Vladyslava Aleksiiva, Kateryna Reznik, Alina Shynkarenko, Kseniya Sydorenko e Yelyzaveta Yakhno.